# 亞利尼夫卡 (切爾尼亞希夫區)
50°24′8″N 28°25′48″E / 50.40222°N 28.43000°E
亞利尼夫卡（烏克蘭語：Ялинівка）是烏克蘭北部的村莊，隸屬日托米爾州的日托米爾區。該村始建於1620年，面積0.21平方公里，海拔高度228米，2001年人口51，人口密度每平方公里241.71人。